# 137
| [ Edytuj tabelę ] |                                                 |
| Cesarz Chin       | - 125 Han Shundi 144                            |
| Władca Korei      | - 53 T’aejodae 146                              |
| Papież            | - 136 Hygin 140                                 |
| Król Partów       | - 105 Wologazes III 147 - 129 Mitrydates IV 140 |
| Cesarz Rzymu      | - 117 Hadrian 138                               |

Rok 137 / CXXXVII
stulecia: I wiek ~
II wiek ~
III wiek

lata: 127 «
132 «
133 «
134 «
135 «
136 «
137
» 138
» 139
» 140
» 141
» 142
» 147